# الريد (القفر)

تعديل مصدري - تعديل

الريد محلة تابعة لقرية الميهال، التابعة لعزلة بني سيف العالي بمديرية القفر إحدى مديريات محافظة إب في الجمهورية اليمنية، بلغ تعداد سكانها 62 حسب تعداد اليمن لعام 2004.